# Gare de Barachois
La  gare de Barachois est une gare ferroviaire du Chemin de fer de la Gaspésie (ligne de Matapédia à Gaspé). Elle est située sur la route 132 à Barachois, localité intégrée de la ville de Percé, dans la région Gaspésie–Îles-de-la-Madeleine et la province de Québec au Canada.
Elle est provisoirement fermée au service des voyageurs de Via Rail Canada, depuis 2013, en attendant la réouverture de la ligne à ce trafic.

## Situation ferroviaire
Établie à 15 mètres d'altitude, la gare de Barachois est située, au PK 285, sur la ligne de Matapédia à Gaspé, entre les gares de Percé, en direction de Matapédia, et de Gaspé, terminus de la ligne.

## Histoire
La ligne est fermée au service des voyageurs en 2013, ce qui marque l'arrêt de la circulation du Train Montréal-Gaspé (dit aussi « Le Chaleur ») exploité par Via Rail Canada, qui desservait la gare lors de ses trois allers-retours par semaine. En 2015, la ligne devient la propriété du Ministère des transports du Québec, néanmoins la gare de Barachois reste la propriété de la Société du chemin de fer de la Gaspésie.

## Service des voyageurs

### Desserte
Le service des voyageurs est suspendu depuis 2013 du fait du mauvais état de la ligne. Les travaux de réhabilitation de la voie sont en cours, la réouverture est prévue en 2025.